# Бюро ЦК КП України по керівництву сільськогосподарським виробництвом
Бюро ЦК КП України по керівництву сільськогосподарським виробництвом — керівний партійний орган КПУ в часи т.зв. «хрущовських реформ», що затверджувався на Пленумі ЦК і координував роботу КПУ в галузі сільськогосподарського виробництва. Бюро ЦК КП України по керівництву сільськогосподарським виробництвом утворене в грудні 1962 року, ліквідоване в листопаді 1964 року.

## Персональний склад

### Голова
- Комяхов Василь Григорович (з грудня 1962)

### Члени
- Бубновський Микита Дмитрович (з грудня 1962 до березня 1963)
- Кальченко Никифор Тимофійович (з грудня 1962)
- Андрієнко Леонід Васильович (з грудня 1962)
- Кривошеєв Володимир Іванович (з грудня 1962 до березня 1963)
- Гарбузов Віктор Федорович (з березня 1963)
- Ігнатенко Микола Михайлович (з березня 1963)
- Сьомик Павло Миколайович (з березня 1963)
- Стафійчук Іван Йосипович (з березня 1963)